# Navotas

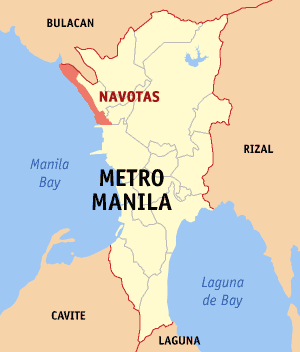
Navotas läge i Metro Manila.

Navotas (officiellt City of Navotas) är en stad på ön Luzon i Filippinerna. Den ligger i Metro Manila och har 230 403 invånare (folkräkning 1 maj 2000).
Staden är indelad i 14 smådistrikt, barangayer, varav samtliga är klassificerade som tätortsdistrikt.